# Albert von Wolff
Albert Wolff, ab 1881 von Wolff, (* 19. Oktober 1818 in Neuenstadt am Kocher; † 27. September 1886 in Ellwangen (Jagst)) war ein württembergischer Oberamtmann.

## Leben und Beruf
Friedrich Albert Wolff war der Sohn eines Stadtschultheißen. Nach dem Besuch der Lateinschule in Neuenstadt machte er eine Lehre als Schreiber bei seinem Vater und beim Oberamt Neckarsulm. Dann besuchte er das Gymnasium in Stuttgart und studierte anschließend von 1838 bis 1841 Regiminalwissenschaften in Tübingen. 1841 legte er die erste und 1843 die zweite höhere Dienstprüfung ab. Seine berufliche Laufbahn begann Albert Wolff von 1843 bis 1848 als Aktuar bei den Oberämtern Gerabronn und Rottenburg. Von 1848 bis 1854 war er Kanzleiassistent und Kollegialhilfsarbeiter bei der Regierung des Jagstkreises in Ellwangen und bei der Regierung des Schwarzwaldkreises in Reutlingen. Im Zeitraum von 1843 bis 1854 wurde er außerdem als Oberamtsverweser bei verschiedenen Oberämtern eingesetzt. Nach einem Jahr bei der Ablösungskommission in Stuttgart leitete er von 1855 bis 1861 als Oberamtmann das Oberamt Crailsheim und von 1861 bis 1868 das Oberamt Ellwangen. 1868 wechselte er als Regierungsrat zur Regierung des Jagstkreises in Ellwangen. 1884 trat er als Oberregierungsrat in den Ruhestand.

## Ehrung, Nobilitierung
- 1866 erhielt Albert von Wolff das Ritterkreuz 1. Klasse des Friedrichs-Ordens.
- 1872 ehrte man ihn mit dem Ritterkreuz 2. Klasse des Ordens der württembergischen Krone.[1]
- 1881 schließlich erhielt er das Ritterkreuz 1. Klasse des Ordens der württembergischen Krone[2], welches mit dem persönlichen Adelstitel (Nobilitierung) verbunden war.